# Arrigo Morselli
Arrigo Morselli (Modena, 5 giugno 1911 – Sanremo, 16 ottobre 1977) è stato un allenatore di calcio e calciatore italiano, di ruolo centrocampista.

## Carriera

### Calciatore
Morselli iniziò a giocare nel Carpi per poi passare nella squadra della sua città natale, il Modena, con cui esordì in Serie A il 23 novembre 1930 a diciannove anni contro il Milan (vittoria per 3-0).
Dopo un'altra stagione in Serie A e una in Serie B coi canarini, tornò in Serie A nel 1934 nelle file della Fiorentina, dove rimase per quattro stagioni.
Nel 1937 passò al Genova 1893. Dopo due stagioni da titolare a Genova in cui disputò 48 partite realizzando 14 gol di cui 10, record personale di reti, nel 1938/39, tornò a Firenze, dove rimase per una sola stagione.
Nel 1940 passò al Milano, con cui disputò solo 8 partite (7 in campionato e una in Coppa Italia) e l'anno seguente decise di passare al Brescia, in Serie B, dove ritrovò il posto di titolare. Nel 1942 tornò in rossonero, dove concluse la carriera l'anno seguente.

### Allenatore
Morselli nel 1953 fu nominato allenatore del Milan, ma venne sostituito da Béla Guttmann dopo nove giornate di campionato nelle quali aveva ottenuto 4 vittorie, 3 pareggi e 2 sconfitte che valevano il 5º posto in classifica a pari merito con la Roma a 4 punti dall'Inter capolista.
In carriera allenò anche il Lecco.

## Palmarès

### Giocatore

#### Competizioni nazionali
- Coppa Italia: 1

Fiorentina: 1939-1940

### Allenatore

#### Competizioni nazionali
- Serie C: 1

Vigevano: 1951-1952